# Brett Carpentier
Brett Carpentier (ur. 3 czerwca 1975 w Saint-Jérôme) – kanadyjski snowboardzista. Jego najlepszym wynikiem olimpijskim jest 9. miejsce w halfpipe’ie na igrzyskach w Nagano. Na mistrzostwach świata najlepszy wynik uzyskał na mistrzostwach w Kreischbergu, gdzie zajął 6. miejsce w halfpipe’ie. Najlepsze wyniki w Pucharze Świata osiągnął w sezonie 2000/2001, kiedy to zajął 37. miejsce w klasyfikacji generalnej, a w klasyfikacji halfpipe’a był piąty.
W 2003 r. zakończył karierę.

## Sukcesy

### Igrzyska olimpijskie
| Miejsce | Dzień     | Rok  | Miejscowość    | Konkurencja | Zwycięzca   |
| ------- | --------- | ---- | -------------- | ----------- | ----------- |
| 9.      | 12 lutego | 1998 | Nagano         | Halfpipe    | Gian Simmen |
| 22.     | 11 lutego | 2002 | Salt Lake City | Halfpipe    | Ross Powers |

### Mistrzostwa Świata
| Miejsce | Dzień       | Rok  | Miejscowość          | Konkurencja | Zwycięzca        |
| ------- | ----------- | ---- | -------------------- | ----------- | ---------------- |
| 6.      | 27 stycznia | 2001 | Madonna di Campiglio | Halfpipe    | Kim Christiansen |
| 10.     | 17 stycznia | 2003 | Kreischberg          | Halfpipe    | Markus Keller    |

### Puchar Świata

#### Miejsca w klasyfikacji generalnej
- 1997/1998 - 63.
- 2000/2001 - 37.
- 2001/2002 - 38.
- 2002/2003 - -

#### Miejsca na podium
1. Tignes – 15 listopada 1997 (Halfpipe) - 2. miejsce
2. Hintertux – 25 listopada 1997 (Halfpipe) - 2. miejsce
3. Mont-Sainte-Anne – 17 grudnia 2000 (Halfpipe) - 2. miejsce
4. Berchtesgaden – 10 lutego 2001 (Halfpipe) - 2. miejsce